# Begazy-Dandybaikulturens mausoleer
Begazy-Danbybaikulturens mausoleer omfattar 18 mausoleer belägna i dalgångar i centrala Kazakstan. De daterar sig från 1100- till 700-talet f.Kr. och omfattar en unik arkitektur och byggnadsstil. Samtliga mausoleum har ett centralt rum med två eller tre omslutningsmurar gjorda av staplade stenar eller stora vertikala stenblock. Det centrala rummet har en sarkofag och altare, något som står i kontrast till närliggande gravar. Detta faktum visar på en inbäddad social struktur och hierarki inom Begazy-Danbybais samhällen och anger att de som begravts i mausoleet var kungliga, adliga eller präster.
Mausoleerna finns vanligen i nära anslutning till forntida bosättningar, vilka är uppemot 10 hektar. Detta tyder på en blomstrande ekonomi baserad på jordbruk, bevattningssystem, boskapsskötsel och användning av metaller brutna i närliggande gruvor.

## Världsarvsstatus
Mausoleerna sattes den 24 september upp på Kazakstans tentativa världsarvslista.